# KS Burreli
Maillots
Le KS Burreli est un club albanais de football  basé à Burrel.

## Historique du club
- 1952 - fondation du club sous le nom de KS 31 Korriku 1952 Burrel
- 1982 - 1re participation en Super League
- 1991 - le club est renommé KS Burreli Mat Burrel
- 1993 - le club est renommé SK Burreli
- 1998 - le club est renommé FK Burreli

## Logos de l'histoire du club

Logo no 1